# フアン・マルティネス・ムヌエラ
フアン・マルティネス・ムヌエラ（Juan Martínez Munuera、1982年7月13日 - ）はラ・リーガなどで審判を務めるスペインのサッカー審判員。欧州サッカー連盟 (UEFA) ではセカンドカテゴリー（エリートカテゴリーに次ぐ2番目の審判ランク）に位置付けられている。

## 来歴
ムヌエラの審判としてのキャリアは2006年のセグンダ・ディビジオンB（当時のスペイン3部リーグ）に始まる。2010年にはセグンダ・ディビジオン（スペイン2部）担当に昇格し、2013年にはラ・リーガ担当に昇格。この間、2011年にはスイス・チャレンジリーグのスタッド・ニヨン対ヴィンタートゥールの試合を担当している。ラ・リーガでの初担当は2013年8月17日のレアル・ソシエダ対ヘタフェ戦。
2015年に国際サッカー連盟 (FIFA) に国際審判員として登録される。同年7月2日、UEFAヨーロッパリーグ 2015-16の予選・シッラマエ・カレフ対ハイドゥク・スプリトの試合を担当した。また、ポーランドで行われたUEFA U-21欧州選手権2017には追加副審として招聘された。
2018年5月9日、サウジアラビア対アルジェリアの国際親善試合の主審に招聘され、国際Aマッチを初担当。同年は、フィンランドで行われたUEFA U-19欧州選手権2018の主審に招聘され、決勝のイタリア対ポルトガルを含む3試合を担当した。翌2019年はポーランドで行われた2019 FIFA U-20ワールドカップ、およびカタールで行われた2019 FIFA Club World Cupにビデオ・アシスタント・レフェリー (VAR) として参加した。2019年にオランダで行われたUEFAネーションズリーグ2018-19 決勝・ポルトガル対オランダではアシスタント・ビデオ・アシスタント・レフェリー (AVAR) を務めた
2021年4月17日、コパ・デル・レイ決勝・アスレティック・ビルバオ対バルセロナの試合を担当。4月21日には、UEFA EURO 2020のVAR担当に選ばれる。